# 竹岛街道
竹岛街道，是中华人民共和国山東省威海市环翠区下辖的一个乡镇级行政单位。

## 行政区划
竹岛街道下辖以下地区：
戚家夼社区、戚家庄社区、北竹岛社区、南竹岛社区、陶家夼社区、望岛社区、金线顶社区、同心路社区、文昌社区、东窑社区、青岛路社区、竹岛路社区、四方路社区、河北社区、渔港路社区、望海社区、天翔社区、黄山社区、观海社区、梦海社区、富华社区、海韵社区、海源社区、福海社区、海景社区、海天社区和林海社区。